# Paul Codrea
Paul Codrea (Temesvár, 1981. április 4. –) román válogatott labdarúgó, edző. Részt vett a 2008-as labdarúgó-Európa-bajnokságon.

## Pályafutása

### Klubcsapatokban
Futballpályafutását szülővárosában egy helyi csapatban kezdte. 1996-ban a fővárosi Dinamo București klubhoz igazolt. 1997. március 1-jén a Gloria Bistrița elleni 0–1-es idegenbeli mérkőzésen mutatkozott be a román első osztályban. A Dinamo keretébe ritkán került be, és két szezonon keresztül mindössze két találkozón lépett pályára. 1998-ban visszatért szülővárosába, és egy idényt a Politechnica Timișoara csapatában játszott a második ligában. 1999-ben az Argeș Piteștihez igazolt, ahol másfél szezont töltött.
2001 elején Olaszországba került, az első klubja a másodosztályú Genoa volt. 2002 végéig játszott itt. A 2002–03-as szezon téli átigazolási időszakában egy másik második ligás együtteshez, a Palermóhoz távozott. A 2003–04-es idényben részt vett a klub Serie B-ből a Serie A-ba való feljutásában.
A szezon során az első ligás Perugiához távozott, és 2004. február 2-án mutatkozott be a Parma ellen (2–2). A Perugia a bajnokság végén a 15. helyet szerezte meg és kiesett. Codrea kölcsönben a Torinóhoz került, ahol alapjátékosként számítottak rá. A 2005–06-os idényt viszont ismét Palermóban töltötte.
2006 júliusában a Siena játékosa lett. Szeptember 20-án debütált a Serie A-ban a Torino elleni idegenbeli 2–1-es győzelem alkalmával. 2007-ben, 2008-ban és 2009-ben is az első ligában maradt a Sienával, de 2010-ben kiestek a Serie B-be. 2011 tavaszán a Barihoz került kölcsönbe. 2012-ben újra Romániában játszott, a Rapid Bucureștiben. 2013-ban rövid ideig a Politechnicát erősítette, de ebben az évben befejezte a profi labdarúgó-pályafutását.

### A válogatottban
2000. november 15-én mutatkozott be a román válogatottban, a Jugoszlávia elleni 2–1-re megnyert barátságos mérkőzésen. Első gólját a nemzeti színekben 2001-ben szerezte a Litvánia elleni februári találkozón (3–0). 2008 tavaszán Victor Pițurcă edző behívta a 2008-as labdarúgó-Európa-bajnokságra készülő keretbe.
Négy meccsen játszott a 2010-es világbajnoki selejtezőn. 2010. március 3-án lépett utoljára pályára a nemzeti csapatban az Izrael elleni barátságos mérkőzésen.

## Statisztika

### A válogatottban
| Románia  | Románia | Románia |
| Év       | Mérk.   | Gól     |
| -------- | ------- | ------- |
| 2000     | 3       | 0       |
| 2001     | 6       | 1       |
| 2002     | 6       | 0       |
| 2003     | 3       | 0       |
| 2004     | 1       | 0       |
| 2005     | 1       | 0       |
| 2006     | 3       | 0       |
| 2007     | 9       | 0       |
| 2008     | 5       | 0       |
| 2009     | 6       | 0       |
| 2010     | 1       | 0       |
| Összesen | 44      | 1       |

## Sikerei, díjai
- Olasz Serie B bajnokság: 2003–04
- Európa-bajnokságon való részvétel: 2008

## Fordítás
- Ez a szócikk részben vagy egészben  a   Paul Codrea című lengyel Wikipédia-szócikk ezen változatának fordításán alapul.  Az eredeti cikk szerkesztőit annak laptörténete sorolja fel. Ez a jelzés csupán a megfogalmazás eredetét és a szerzői jogokat jelzi, nem szolgál a cikkben szereplő információk forrásmegjelöléseként.